# The Monthly Review (Londres)

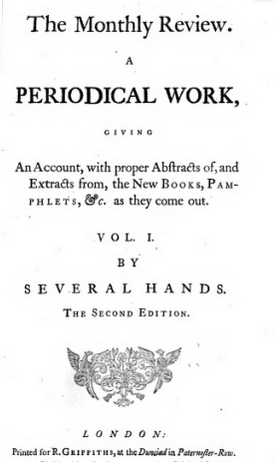
Portada del primer número de la 2ª edición de The Monthly Review (mayo de 1749)

The Monthly Review (1749-1845) fue una revista inglesa fundada por el librero inconformista Ralph Griffiths. Es considerada la primera revista inglesa en dedicarse exclusivamente a las reseñas literarias.
Aunque las reseñas fueron publicadas de forma anónima, contó con las contribuciones de, entre otros, Oliver Goldsmith, Francis Milner Newton (el primer secretario de la Royal Academy of Arts), Frances Burney y el padre de esta, Charles Burney, John Cleland, Thomas Twining, David Garrick, John Aikin, Anna Letitia Barbauld y Tobias Smollett. Este último dirigiría, más tarde, la principal rival a la Monthly Review, The Critical Review, fundada en 1756, entre otras consideraciones, criticando a Griffiths por publicar reseñas de los libros publicadas por él.
Se consideraba a la Monthly Review afín a los whigs mientras la Critical Review estaría asociada a los tories.